# Ensemble (album)
Ensemble è il secondo album in studio del cantante francese Kendji Girac, pubblicato nel 2015.

## Tracce
1. Tu y yo – 3:42
2. Me quemo – 3:15
3. No me mirès màs (featuring Soprano) – 4:10
4. C'est trop – 2:42
5. Les yeux de la mama – 3:22
6. Jamais trop tard – 3:41
7. Besame – 3:26
8. Una Mujer – 3:39
9. La morale – 3:08
10. Mes potes et moi – 2:44
11. Où va le monde ? – 5:20
12. Ma solitude – 3:07
13. Amor y libertad – 3:40